# ستان دوغلاس
ستان دوغلاس (بالإنجليزية: Stan Douglas)‏ (و. 1960  م) هو مصور، وفنان كندي، ولد في فانكوفر، شارك في معرض دوكومنتا التاسع ‏.
.

## التعليم
تعلم في جامعة إميلي كار للفنون والتصميم.

## وصلات خارجية
- ستان دوغلاس على موقع IMDb (الإنجليزية)
- ستان دوغلاس على موقع مونزينجر (الألمانية)
- ستان دوغلاس على موقع ديسكوغز (الإنجليزية)
- ستان دوغلاس على موقع قاعدة بيانات الفيلم (الإنجليزية)
- ستان دوغلاس في قاعدة بيانات الأفلام على الإنترنت